# Diaphragme stylien
 (mai 2017).
Si vous disposez d'ouvrages ou d'articles de référence ou si vous connaissez des sites web de qualité traitant du thème abordé ici, merci de compléter l'article en donnant les références utiles à sa vérifiabilité et en les liant à la section « Notes et références ».
Le diaphragme stylien est un rideau ostéo-musculo-tendineux situé au niveau de la face, dans l'espace latéro-pharyngien.

## Forme
Le diaphragme stylien forme un plan incliné en bas, en avant et en dehors, situé schématiquement entre :
- la base du crâne en haut,
- l'os hyoïde en bas,
- le pharynx en dedans,
- le muscle sterno-cléido-mastoïdien en dehors.

Il délimite l’espace latéro-phrayngien en deux parties :
- l’espace préstylien en avant (régions paratonsillaire et parotidienne) ;
- l’espace rétrostylien en arrière, laissant le passage à l'artère carotide interne, à la veine jugulaire interne et aux quatre derniers nerfs crâniens.

## Constitution[1]
Le diaphragme stylien est constitué de quatre muscles et de deux ligaments réunis par une aponévrose. D’arrière en avant on trouve :
- le ventre postérieur du muscle digastrique ;
- le muscle stylo-hyoïdien ;
- le ligament stylo hyoïdien ;
- le ligament stylo-mandibulaire ;
- le muscle stylo-pharyngien ;
- le muscle stylo-glosse.

Excepté le muscle digastrique, ces cinq éléments forment le bouquet de Riolan.

## Pathologie
Dans le cas d’une infection de l’espace latéropharyngien (après une pharyngite par exemple), l’ORL devra d’abord déterminer, à l'aide de l'examen clinique et d'un scanner, la position de la collection purulente par rapport au diaphragme stylien pour en préciser la voie d’abord chirurgicale.